# Olios argelasius
Olios argelasius är en spindelart som först beskrevs av Charles Athanase Walckenaer 1805.  Olios argelasius ingår i släktet Olios, och familjen jättekrabbspindlar. Inga underarter finns listade.